# Atlantida

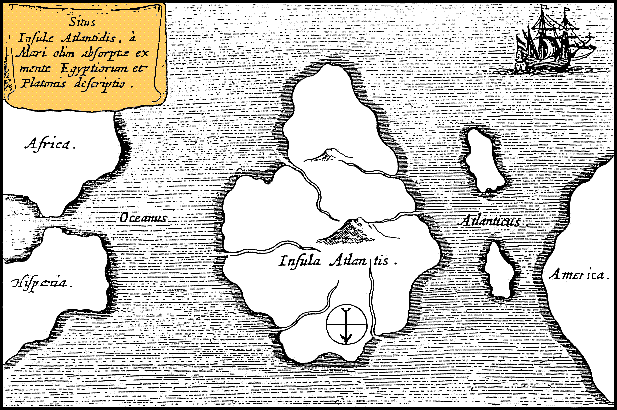
Fiktivní mapa Atlantidy uprostřed Atlantiku. Mundus Subterraneus 1669, Athanasius Kircher. Mapa má severo-jižní orientaci.

Atlantida či Atlantis (ve starořečtině: Ἀτλαντὶς νῆσος, Atlantis nesos, „ostrov Atláse“) je legendární kontinent, na kterém měla sídlit vysoce vyvinutá civilizace, kterou zničila mohutná přírodní katastrofa přibližně v roce 9600 př. n. l. Přestože existence tohoto kontinentu nebyla nikdy přesvědčivě potvrzena, vedou se dodnes debaty o její existenci a možné poloze. Jediným zdrojem informací jsou Platónovy spisy Timaios a Kritias, v nichž popisuje atlantskou kulturu, státní zřízení a polohu; měla ležet někde za Herkulovými sloupy (obvykle ztotožňovanými s dnešním Gibraltarským průlivem).
Ačkoli je tvrzení o historické existenci Atlantidy dnešními historiky a archeology často považována pouze za součást Platónovy moralizující a mravokárné spekulace o ostrovním království Atlantidy a o jeho pádu pod tíhou vlastních hříchů, hodně lidí jí věří či minimálně připouští možnost její historicity. Sám Platón ve svých dialozích uvádí jako zdroj informací o Atlantidě starořeckého státníka, básníka a zákonodárce Solóna (pravděpodobně Platónova příbuzného / předka), který se o ní dle něj dozvěděl při svých cestách do Egypta od tamějších kněží při diskusi o dávné společné historii Řeků, Egypťanů a potažmo celé středomořské oblasti.

## Platónův odkaz

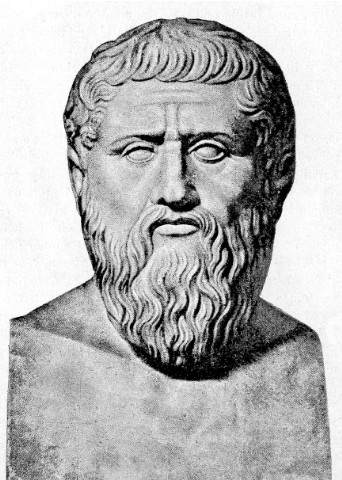
Platón

Platónovy písemné dialogy Timaios a Kritias, napsané v roce 360 př. n. l., jsou jediným zdrojem informací o Atlantidě. V těchto dialozích odkazuje Platón na vyprávění řeckého státníka Solóna, který se prý vše o Atlantidě dozvěděl při své cestě do Egypta, konkrétně od kněží v staroegyptském chrámu ve městě Sais (starořecky Σάϊς – Sais, v hieroglyfickém zápisu jako Sau, do češtiny přepisováno též v podobě Saje).
Podle Platóna se potopil již 9000 let před Solónem (tj. 9600 př. n. l.) za Herkulovými sloupy kontinent o velikosti Asie (tj. dnešní Malé Asie) a Libye (tj. severní Afriky). Podle řecké mytologie této oblasti panuje Poseidón, bůh moří. Název „Atlantida“ je odvozen od jména Poseidónova nejstaršího syna Atláse/Atlanta (pozor na záměnu s titánem Átlasem/Atlantem, podle něhož byl pojmenován Atlantský oceán). Poseidón měl s místní obyvatelkou Kleitó celkem deset synů – krále Atlantidy a místokrálů (patery dvojčata), a Atlantida se proto administrativně dělila do deseti provincií – království.

### Platónův popis Atlantidy

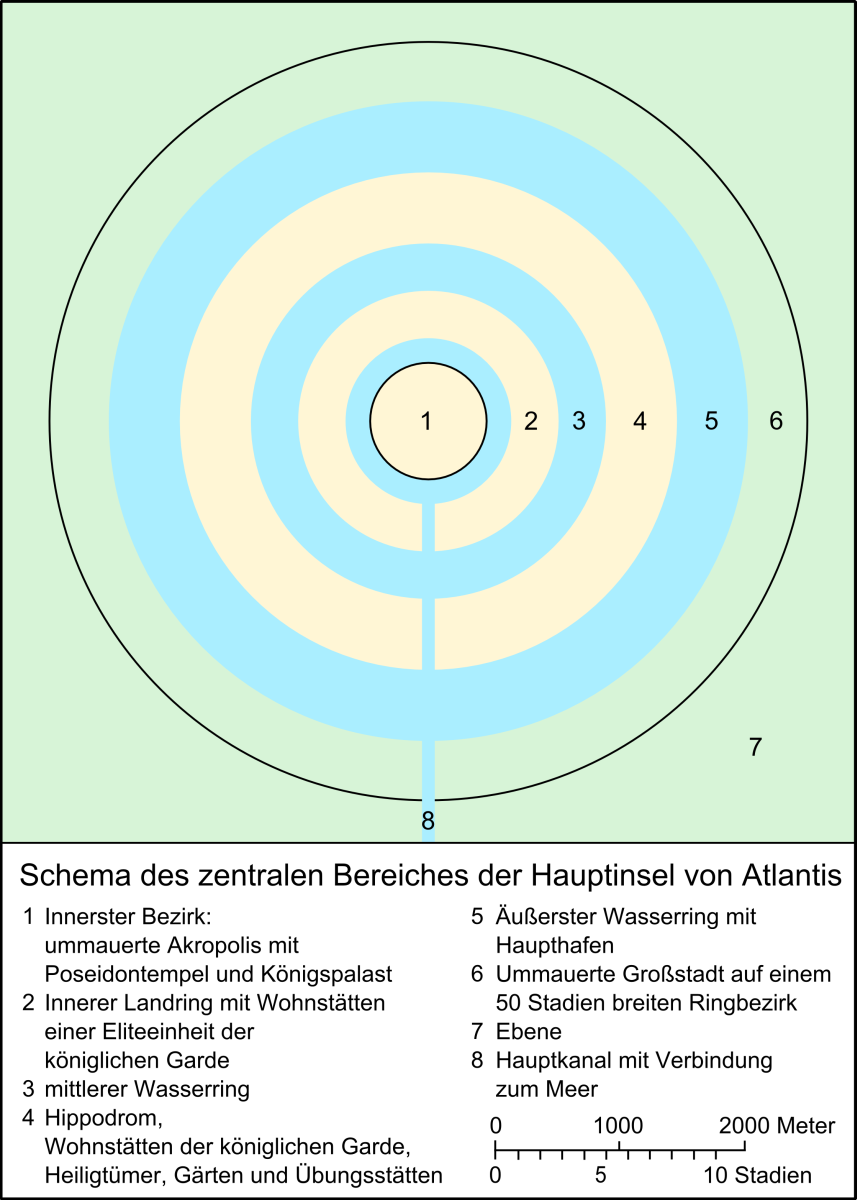
Schéma hlavního města Atlantidy dle popisu a rozměrů uvedených Platónem (popis německy)

Podle Platóna Atlantida měla být velice úrodná a hustě zalidněná země. Hlavní město měřilo na obvodu 3000 krát 2000 stadií, okolo centrálního chrámového pahorku byly vystavěny tři soustředné kruhové vodní kanály spojené s mořem, které sloužily jako přístav. Duchovním centrem Atlantidy byl Poseidónův chrám uprostřed města. 
Jako stavební materiál sloužil přírodní kámen, který se zde vyskytoval v bílé, černé a červené barvě. V Atlantidě byly dva prameny, jeden s horkou a druhý se studenou vodou. Díky tomu bylo možné zřídit pro všechny vrstvy obyvatelstva početné lázně. Vzkvétal také obchod s dalšími vyspělými civilizacemi v zahraničí.

### Válka se Středomořím
Platón se také zmiňuje o válce, která propukla mezi zeměmi před a za Herkulovými sloupy (tj. Atlantida bojovala proti Egyptu, pra-Athénám a ostatním státům ve Středomoří). Před začátkem této války si Atlanťané podmanili velkou část Středomoří až k Egyptu. Mnohem menším, ale početnějším pra-Athénám se podařilo Atlanťany porazit a osvobodit země až k Herkulovým sloupům. Později, po mohutném zemětřesení, se celý atlantský kontinent potopil do moře.

## Geografická poloha Atlantidy
Platon doslova uvádí geografickou polohu Atlantidy následovně:
| „                 | πολλὰ μὲν οὖν ὑμῶν καὶ μεγάλα ἔργα τῆς πόλεως τῇδε γεγραμμένα θαυμάζεται, πάντων μὴν ἓν ὑπερέχει μεγέθει καὶ ἀρετῇ: λέγει γὰρ τὰ γεγραμμένα ὅσην ἡ πόλις ὑμῶν ἔπαυσέν ποτε δύναμιν ὕβρει πορευομένην ἅμα ἐπὶ πᾶσαν Εὐρώπην καὶ ̓Ασίαν, ἔξωθεν ὁρμηθεῖσαν ἐκ τοῦ Ἀτλαντικοῦ πελάγους. τότε γὰρ πορεύσιμον ἦν τὸ ἐκεῖ πέλαγος: νῆσον γὰρ πρὸ τοῦ στόματος εἶχεν ὃ καλεῖτε, ὥς φατε, ὑμεῖς Ἡρακλέους στήλας, ἡ δὲ νῆσος ἅμα Λιβύης ἦν καὶ Ἀσίας μείζων, ἐξ ἧς ἐπιβατὸν ἐπὶ τὰς ἄλλας νήσους τοῖς τότε ἐγίγνετο πορευομένοις, ἐκ δὲ τῶν νήσων ἐπὶ τὴν καταντικρὺ πᾶσαν ἤπειρον τὴν περὶ τὸν ἀληθινὸν ἐκεῖνον πόντον. | “ |
| — Timaios 24d–25a | |   |

| „                            | A tu mezi mnoha velikými činy vaší obce, jež jsou u nás vypsány, jest předmětem obdivu a nade všechny vyniká jeden svou velikostí i statečností: vypravují totiž písma, jak vaše obec zastavila kdysi velikou moc zpupně se valící od Atlantického moře nad veškerou Evropu i Asii. Tenkráte totiž bylo lze se dostati přes ono moře, neboť mělo před svým ústím, které vy jmenujete ve své řeči Herkulovými sloupy, ostrov; ten ostrov byl větší než Libye a Asie dohromady a tehdejší cestovatelé mohli se z něho dostati na ostatní ostrovy a z těch ostrovů zase na celou protější pevninu, prostírající se kolem onoho pravého moře. | “ |
| — přeložil František Novotný | |   |

Pokud výraz „Herkulovy sloupy“ označuje Gibraltarský průliv, znamená to, že Atlantida ležela v Atlantském oceánu přibližně na úrovni Gibraltaru.

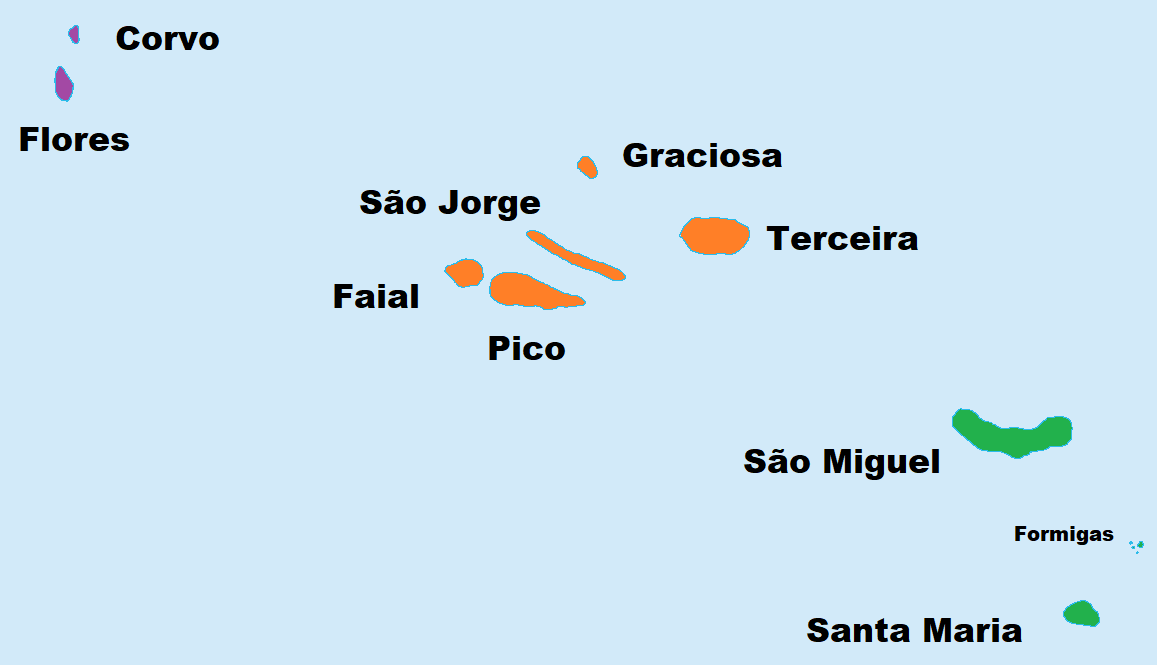
Dnešní Azory, patřící k Portugalsku

 K této hypotéze se přiklání například jeden z prvních známých atlantologů Ignatius L. Donnelly v knize Atlantida – předpotopní svět (1882), kde tvrdí, že Atlantida ležela přibližně v oblasti dnešních Azorských ostrovů. Některé hypotézy však výraz „Herkulovy sloupy“ interpretují jinak než jako Gibraltarský průliv a kladou Atlantidu i mimo Atlantský oceán.

### Azorské ostrovy

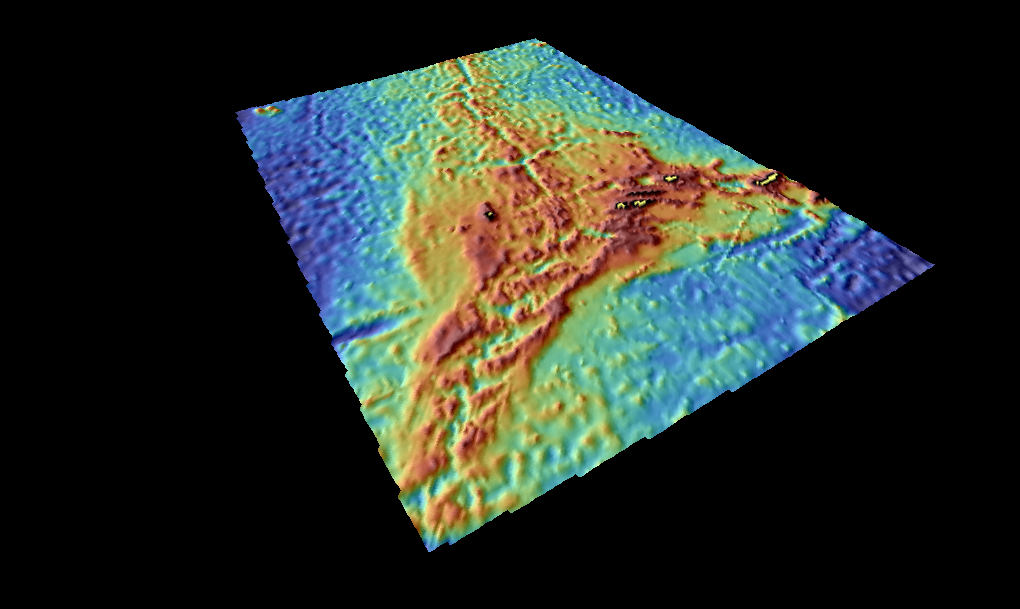
Batymetrické zobrazení magmaticky vzniklé Azorské oceánské plošiny; dnešní Azorské ostrovy na zobrazení vyznačeny žlutě. Pohled šikmo z jihozápadu.

Právě toto souostroví je dle Donnellyho posledním zbytkem potopeného kontinentu. Legendární Atlantida nicméně v moderní době inspirovala jméno pro vulkanickou podmořskou horu jižně od Azorských ostrovů s anglickým názvem Atlantis Seamount (podmořská hora Atlantis), rusky Гора Атлантис (Gora Atlantis). Také samotný autor báje o Atlantidě se dočkal zvěčnění pojmenováním další podmořské hory sopečného původu jižně od Azor – Plato Seamount (Platónova podmořská hora). 

### Kuba
Další možná poloha bájného města může být v oblasti tzv. Bermudského trojúhelníku nedaleko Kuby, kde roku 2012 objevili manželé Paul Weinzweig a Pauline Zalitzky se svým týmem na dně moře obrovské trosky mrtvého města. Zjistili, že na dně se nachází několik sfing, pyramid, dlážděných ulic a zbytků domů spolu s různými vyrytými nápisy na zdech. Vědecká obec však o jejich nálezu pochybuje a kamerovým záznamům příliš nevěří. Manželé jsou ale o svém objevu starověkého města přesvědčeni.

### Kréta

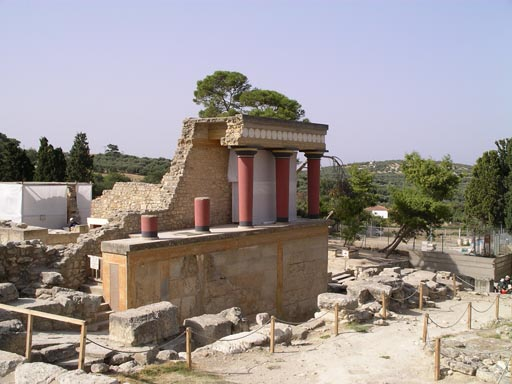
Ruiny mínojské civilizace, Knossos

Někteří badatelé se domnívají, že Solón mohl při překladu egyptských rukopisů zaměnit číslovku „1000“ za „100“. To by znamenalo, že Atlantida zanikla v období okolo roku 1500 př. n. l. a měla by 10× menší rozměry. Tito badatelé (James Mavor, James Baikie aj.) tvrdí, že zánik mínojské civilizace je identický se zánikem Atlantidy. Na Krétě se navíc našly mnohé reliéfy a nástěnné malby znázorňující lov býků a býčí zápasy, býčí kult byl podle Platóna také vyznáván na Atlantidě. Podle nejnovějších výzkumů však mínojská civilizace neskončila kvůli výbuchu sopky na vulkanickém ostrově Thera blízko Kréty, jak se dříve předpokládalo (podobnost se zánikem Atlantidy tak odpadá), ale existovala ještě přibližně 200 let po této katastrofě. Je třeba však podotknout, že výbuch sopky na ostrově Thera (Santorini) byl primárním důvodem k zániku mínojské civilizace, jinými slovy spouštěčem zániku této civilizace. Kréta se navíc samozřejmě nenachází v oceánu za Gibraltarským průlivem.

### Trója
Jiní autoři (např. Eberhard Zangger) předpokládají, že celá historie Atlantidy je v podstatě egyptskou verzí Iliady zpětně přenesenou do Řecka Solónem. Herkulovy sloupy by tedy znamenaly průliv Dardanely. Atlantida měla ležet za Herkulovými sloupy, ale Trója z egyptského pohledu leží před Dardanelami. Trója také nezanikla zemětřesením a následným zatopením.

### Černé moře
Podle jedné teorie atlantská civilizace existovala přibližně okolo roku 5500 př. n. l. na severozápadním pobřeží Černého moře (tehdy ještě sladkovodního jezera) a byla zničena při protržení přírodní hráze v místě dnešního Istanbulu a následné potopě a propojení Černého a Středozemního moře. Herkulovy sloupy by tedy v tomto případě znamenaly Bosporský průliv.

### Spartel
Skupina francouzských vědců se domnívá, že Atlantida se mohla nacházet na zatopeném ostrově Spartel v Cádizském zálivu. Podle jejich analýz mořského dna vyšlo najevo, že se Spartel potopil v důsledku mnoha zemětřesení a vln tsunami.

### Sardinie
Italský novinář Sergio Frau ve svém článku „Le colonne d'Ercole“  tvrdí, že v době před Alexandrem Velikým znamenaly Herkulovy sloupy Sicilský průliv. Atlantida by tedy mohla být totožná se Sardinií, kterou postihla přírodní katastrofa. Jedna část uprchlých obyvatel následně založila etruskou civilizaci na Apeninském poloostrově a zbytek přeživších obyvatel se připojil k ostatním mořským národům při útoku na Egypt (výrazná podobnost s popisovanou válkou o Středomoří).

### Santorini (Théra)
Jedním z žhavých kandidátů je ostrov Santorini patřící k nejjižnějším z Kykladských ostrovů. Výbuch podmořské sopky, ke kterému došlo podle nejnovějších výzkumů před 3 600 lety, způsobil, že část ostrova se doslova propadla do moře. Nánosy po vlně tsunami byly nalezeny až na západním pobřeží Malé Asie. Vykopávky odhalily osídlení již z pozdního neolitu. V době exploze tu stálo prosperující město, které se podobně jako Pompeje zachovalo pod příkrovem lávy. Zajímavé je, že nebyly nalezeny žádné lidské ostatky ani předměty z drahých kovů, což svědčí o úspěšné evakuaci.
Archeologové pokládají erupci na Théře za příčinu náhlého zániku mínojské civilizace a nevylučují, že byla inspirací bájí o Atlantidě a nejen o ní.

### Drač
Ve 4. století byla po zemětřesení trvale zaplavena pobřežní část města mořem. Jadranským mořem pohřbené trosky byly prozkoumány ve 20. stol. ve spolupráci albánských a italských archeologů. Právě tento podmořský průzkum stál pravděpodobně na počátku hypotézí o albánské Atlantidě.

### Irsko
V roce 2004 švédský geograf Ulf Erlingsson publikoval hypotézu, podle níž je Platónova zpráva o Atlantidě politický mýtus, který ale vychází z reálných skutečností, přetvořených částečně podáním, částečně Platónovým autorským záměrem. Geografie Atlantidy je podle Erlingssona inspirována megalitickým Irskem, atlantským impériem je evropská megalitická kultura, Poseidónův chrám v centru ostrova je  inspirován monumentem v Newgrange. Katastrofický zánik Atlantidy je inspirován ponořením Doggerské lavice.

### Další zvažované lokality

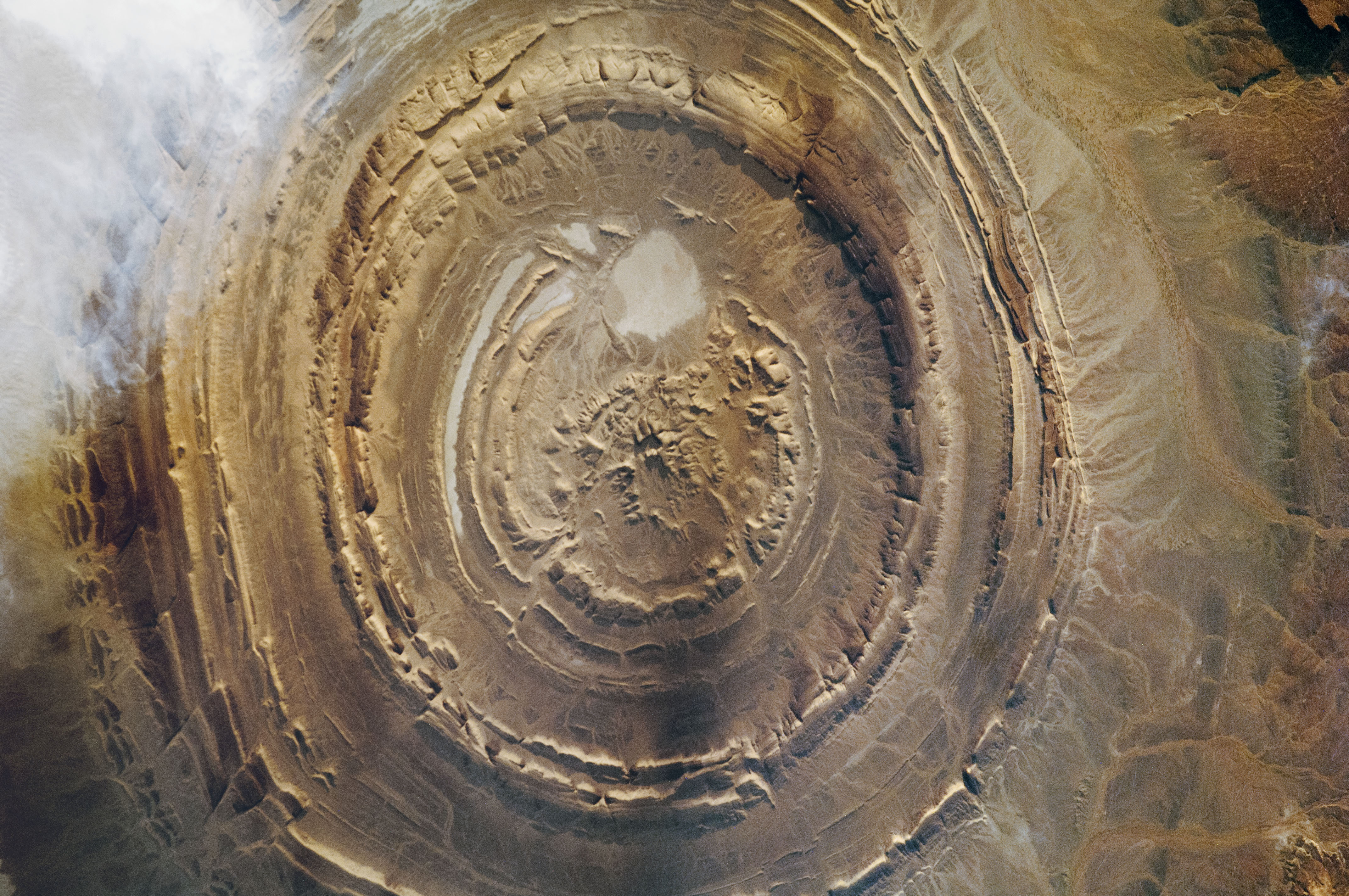
Snímek „Oka Sahary“ – Richatské struktury z ISS, 2011

Mezi další uvažované lokality patří ve Středomoří Malta (zde na základě rýh u Clapham Junction) a Kypr; v Atlantském oceánu pak například Irsko, ostrovy Karibiku nebo Azorské ostrovy.[zdroj⁠?!] Zvláštní pozornost si zaslouží Richatská struktura v Mauritánii, která na rozdíl od ostatních lokalit odpovídá rozměrům města popisovaném Platónem (Jekaterina Andrejeva: ATLANTIDA hledání ztraceného světa, 33-203-66, str.11), GoogleEarth.[zdroj⁠?!] Někteří archeologové se také domnívají, že by se mohl zaniklý kontinent nacházet v Národním parku Doñana ve Španělsku.

## Geologické souvislosti

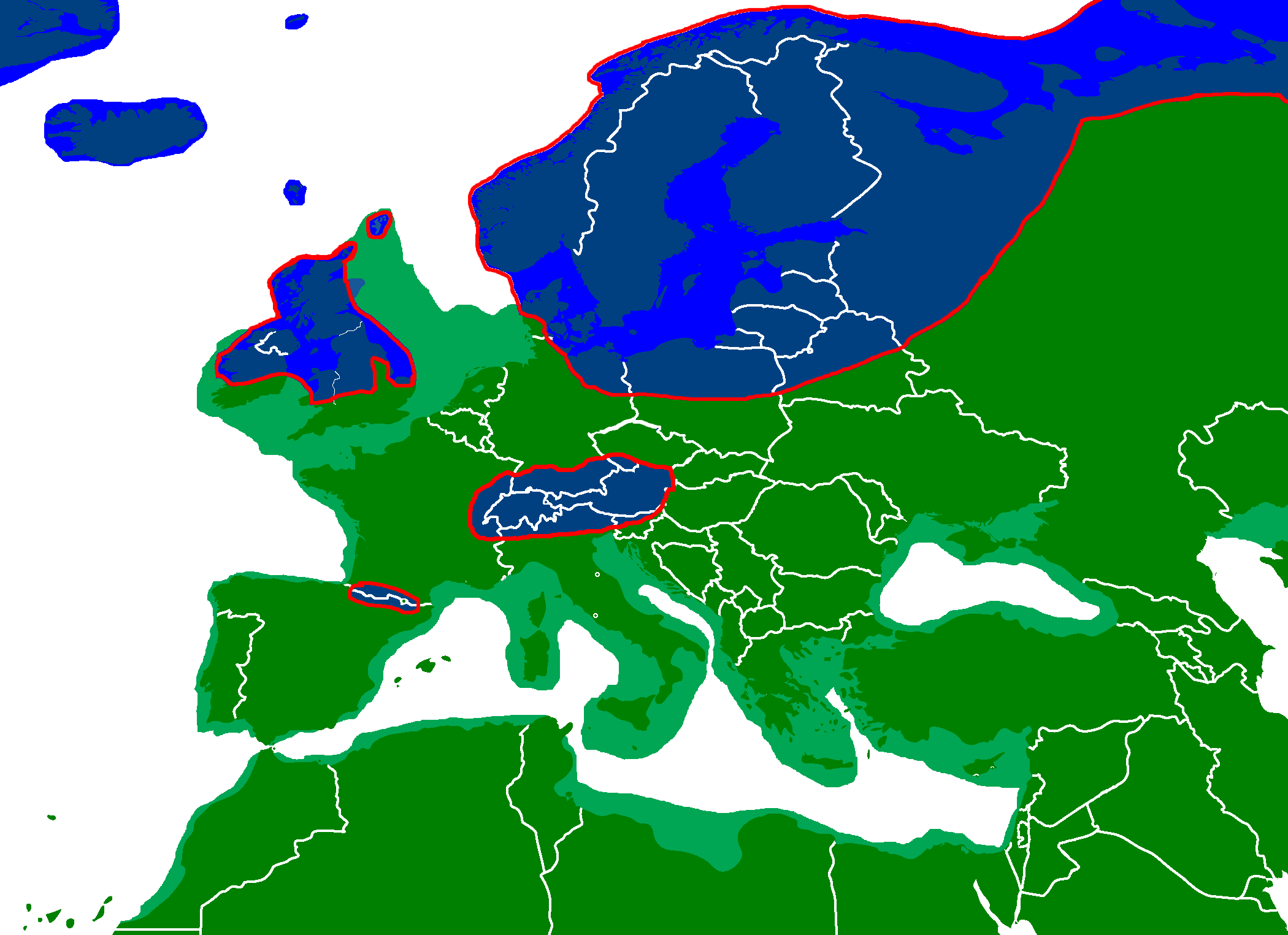
Mapa zalednení a (odhadu) pobřežních čar Evropy na vrcholu poslední doby ledové

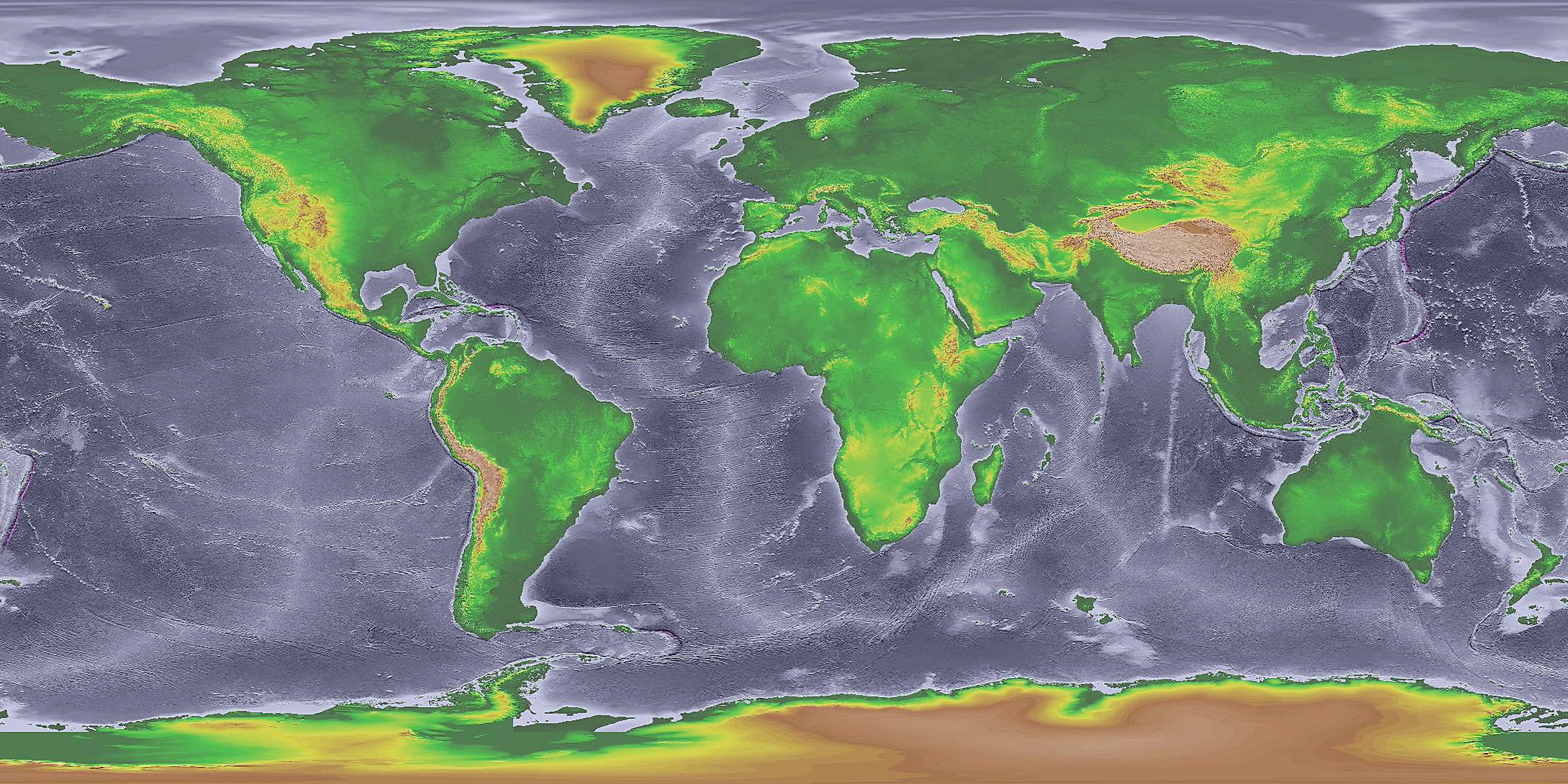
Simulace pobřežních linií světové souše během posledního glaciálního maxima, cca 26 tis. až 20 tis. let před současností (BP); bez vyznačení zalednění (od NOAA)

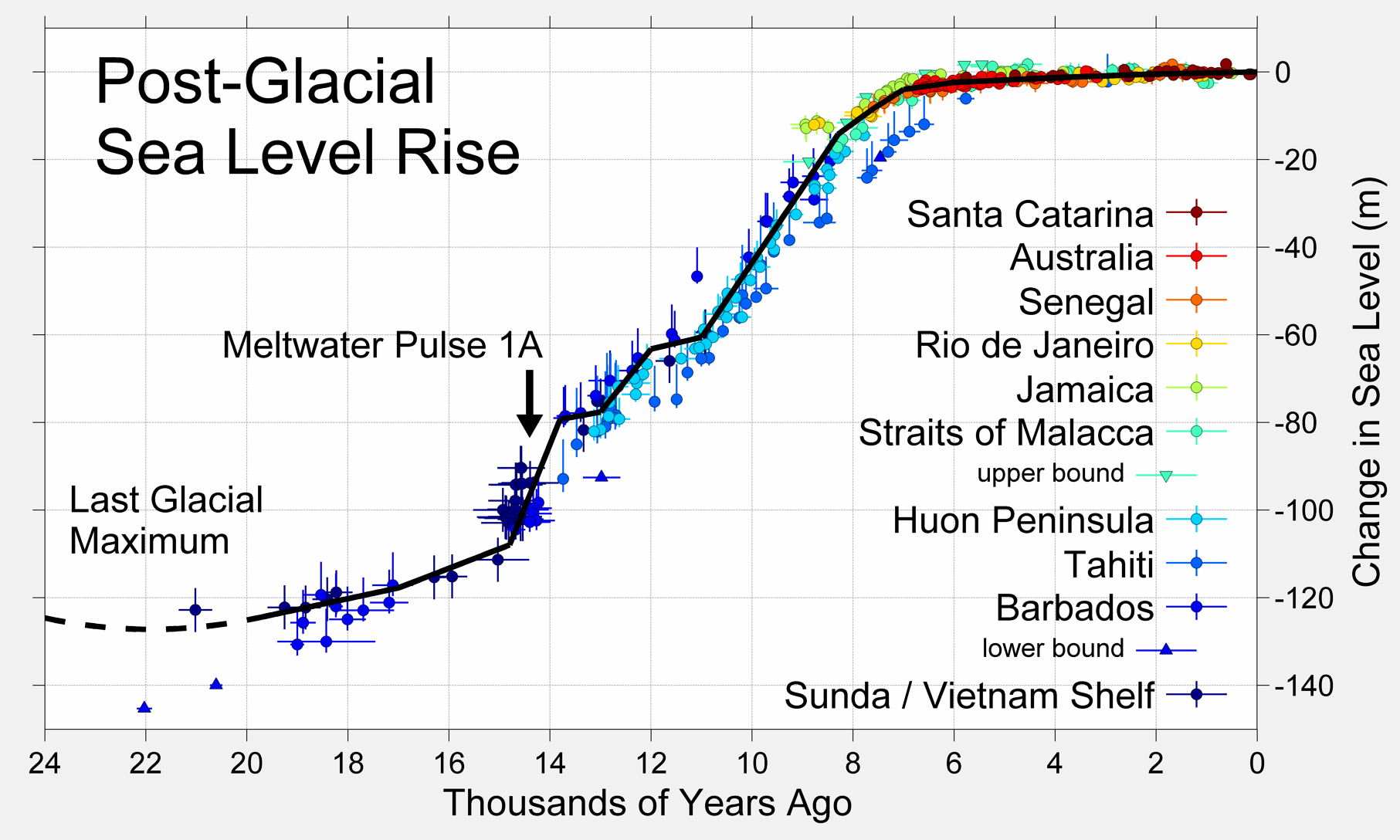
Stav hladiny světového oceánu cca od doby posledního glaciálního maxima, přes konec doby ledové až do současnosti (doba meziledová); barevně vpravo legenda lokalit vzorků, kde se zachovala dostupná přírodní data o úrovni hladiny světového oceánu v minulosti

Podle Platónova vyprávění existovala Atlantida 9000 let před dobou, kdy žil Solón (asi 638 – 555 př. n. l.), tj. přibližně 9600 př. n. l. Podle vědeckých poznatků se v té době už nezadržitelně blížil konec poslední doby ledové (glaciálu), blížila se současná doba meziledová (interglaciál), nicméně kontinentální ledovce stále vázaly obrovské množství vody ve formě ledu a úrověň hladiny světového oceánu byla v době 9600 př. n. l. o 48 metrů níže, než je tomu dnes. (Pro srovnání, při posledním glaciálním maximu – vrcholu poslední doby ledové – v období přibližně 26 000 až 20 000 před současností (BP) byla úroveň hladiny o 135 metrů níže než dnes.) Pro ilustraci situace 9600 let př. n. l.: Z území dnešní Anglie se dalo suchou nohou přejít na území dnešní Francie a Německa, tato oblast, geology pojmenovaná pracovně jako „Doggerland“, byla tehdy souší. Např. prakticky celou Skandinávii, Island, nebo větší část Kanady ještě pokrýval pevninský ledovec. Nad úrovní hladiny byl pevninský most mezi Indií a Srí Lankou, zvaný též Rámův most, suchou nohou bylo možné přejít ze severozápadního cípu Austrálie na Papuu Novou Guineu, suché spojení bylo i mezi Austrálií a Tasmánií (viz tzv. Sahul). V oblasti Beringova průlivu existoval v době ledové Beringův most (Beringie) spojující Euroasii se Severní Amerikou, v době 9600 let př. n. l. se však už pravděpodobně těsně rozpojil vlivem postupujícího tání pevninských ledovců a stoupáním hladiny světového oceánu. Všechny kontinenty měly větší suchozemskou plochu než dnes, zvláště v mělkých částech kontinentálních šelfů, analogicky měly větší rozlohu i některé ostrovy.

### Možnosti geologickýchkatastrof
- zemětřesení
- sopečná erupce
- tsunami či megatsunami
- geologická katastrofa iniciovaná antropogenní činností / antropogenní katastrofou (užití výbušnin či v extrému např. jaderných zbraní)
- pokles či rozpad vulkanického ostrova
- supervulkán (viz také související pojem plášťový chochol, nebo mapu výskytu horkých skvrn)

## Kritika
Většina historiků[kdo?] se shoduje, že Atlantida je pouze Platónova fikce. Důvodem pro to je, že v období 10 000 let př. n. l. je existence takto vyspělých civilizací prakticky vyloučena, neexistují také jiné písemné prameny než Platónovy (o Atlantidě se nezmiňuje Herodotos ani žádný jiný řecký autor, i když by jim v té době musela historie Atlantidy být známa).
Platón nejspíše použil příběh Atlantidy jako demonstrace ideálního státu.[zdroj?] Původně měli Atlanťané podle Platóna žít spořádaně a v souladu se zákony bohů. Později ale začali toužit po větším bohatství a moci, ztratili důvěru bohů a Zeus se nakonec rozhodl celý kontinent zničit mohutným zemětřesením.

## Umění, literatura a populární kultura
Legenda o Atlantidě se objevuje v mnoha knihách, filmech, televizních seriálech, hrách a písních. Jedno z posledních vyobrazení Atlantidy v médiích je americký akční fantasy film od DC komiks Aquaman a mezi televizní seriály Hvězdná brána: Atlantida, který navazuje na televizní seriál Hvězdná brána. V něm je Atlantida bájné město vyspělé lidské mimozemské civilizace, zvané Antikové, která byla na Zemi, ale v minulosti Antikové celé město přesunuli do galaxie Pegasus.

### Literatura

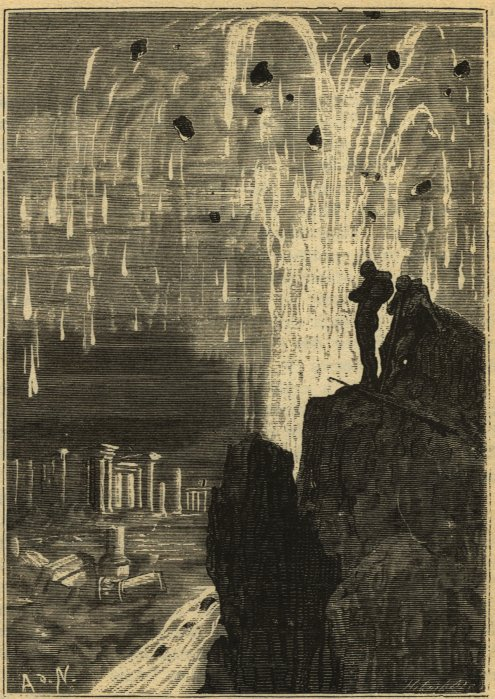
Atlantida ve Verneově románu Dvacet tisíc mil pod mořem

### Filmová a televizní tvorba
- Atlantida: Tajemná říše (Disney, 2001)
- Dnes ještě zapadá slunce nad Atlantidou (televizní inscenace ČST, 1978)
- Hvězdná brána: Atlantida
- Aquaman